# Леппа (река)
Леппа — река в России, протекает по территории Пиндушского городского поселения Медвежьегорского района Карелии. Длина реки — 18 км.
Преимущественное направление реки — с запада на восток. На своём пути река пересекает линию железной дороги Санкт-Петербург — Мурманск, а также автодорогу местного значения Пиндуши — Масельская.
Общее число притоков реки — 23. Наибольший — левый приток Кинбас.
Впадает в Ванжозеро на высоте — 117,2 м над уровнем моря.

## Данные водного реестра
По данным государственного водного реестра России относится к Балтийскому бассейновому округу, водохозяйственный участок реки — Бассейн Онежского озера без рек Шуя, Суна, Водла и Вытегра, речной подбассейн реки — Свирь (включая реки бассейна Онежского озера). Относится к речному бассейну реки Нева (включая бассейны рек Онежского и Ладожского озера).